# Het kerstfeest en de bruiloft
 Het kerstfeest en de bruiloft  (Russisch: Ёлка и свадьба) is een vertelling van de Russische schrijver Fjodor Dostojevski uit 1848. Het verhaal heeft als ondertitel: Uit de aantekeningen van een onbekende. De lezer krijgt cynisch commentaar bij twee feestelijkheden.

## Inhoud
Een anonieme verteller ziet een trouwplechtigheid bij een kerk. In gedachten neemt hij zijn lezers mee terug naar gebeurtenissen 5 jaar eerder. De verteller was te gast bij een kinderfeest, dat tussen Kerstmis en oudjaar werd gegeven door welgestelde ouders van 5 zoontjes. Feitelijk was het feest meer bedoeld voor de ouders van de kinderen, die aldaar ongedwongen konden bijpraten. De gastheer had cadeautjes gekocht voor de kinderen. Hoe rijker het kind hoe duurder het cadeau.
Zoals het met kinderen gaat ontstond er snel ruzie over de vele presentjes en twee kinderen trokken zich terug in een kleine salon. Het was een lieftallig meisje van 11 jaar, dochter van een rijke koopman. Over haar werd gefluisterd dat haar vader voor haar een bruidsschat van 300.000 roebel had vastgezet, die bij haar huwelijk wellicht al 500.000 roebel zou bedragen. Zij speelde met een roodharig jongetje, het zoontje van de gouvernante van de kinderen van de gastheer, en deelden haar zilveren pop.
Een onbekende heer, Joelian Mastakowitsj, kwam de salon binnen en werd geobserveerd door de verteller. Joelian besteedde bijzondere aandacht aan het meisje en de verteller hoorde hem berekeningen maken over haar bruidsschat. Het roodharige jongetje werd weggejaagd maar liet dat niet makkelijk gebeuren. Uiteindelijk wist de gastheer alles in goede banen te leiden en Joelian Mastakowitsj werd zoals hij verlangde uitgenodigd bij de ouders van het meisje. De anonieme verteller vroeg spottend aan een vriend of deze heer wel getrouwd was? Hiermee bracht hij bewust iedereen in verlegenheid.
Vijf jaar later ziet hij het dan nauwelijks zestienjarige meisje in de kerk trouwen met Joelian Mastakowitsj. Haar bruidsschat was inderdaad uitgegroeid tot 500.000 roebel.